# Saprinodes distinctus
Saprinodes distinctus är en skalbaggsart som beskrevs av Dégallier 1993. Saprinodes distinctus ingår i släktet Saprinodes och familjen stumpbaggar. Inga underarter finns listade i Catalogue of Life.